# Plovoucí podlaha

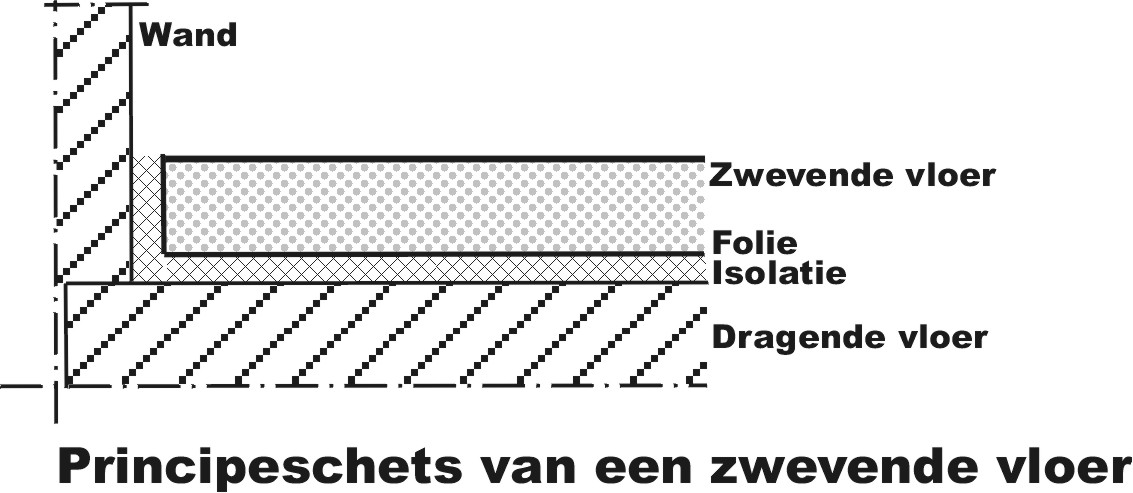
Plovoucí podlaha

Plovoucí podlaha je typ podlahového systému, který se skládá z panelů nebo prken, které jsou dohromady spojeny pomocí zámku nebo lepidla a položeny na jednovrstvém, nebo vícevrstvém podkladu. Podklad tvoří tepelně a zvukově izolační hmoty. „Plovoucí“ se tento typ podlahy nazývá proto, že není připevněna k podkladu trvale, ale volně na něm leží. Používá se v bytových prostorách a ve veřejných budovách.

## Druhy plovoucích podlah

### Podle druhu nášlapné vrstvy
- laminátová plovoucí podlaha
- dýhovaná plovoucí podlaha
- dřevěná trojvrstvá plovoucí podlaha
- korková plovoucí podlaha
- linoleová plovoucí podlaha

### Podle druhu roznášecí vrstvy
- Desky na bázi dřeva (dřevovláknité, dřevotřískové, OSB) - lehká plovoucí podlaha
- Betonová vrstva (cementový potěr, betonová mazanina) - těžká plovoucí podlaha

## Výhody
Nejvýznamnější výhodou plovoucí podlahy je její akustická izolace, která zabraňuje přenosu hluku z místnosti do ostatních částí domu. Mezi další výhody plovoucích podlah patří zejména rychlost montáže a čistota při pokládce. Dále menší nároky na pevnost podkladu, zdravotní nezávadnost, jednoduchá údržba a v neposlední řadě i snadná demontáž a cena.

## Nevýhody
Plovoucí podlahy nejsou vhodné do vlhkých místností či místností s často se měnícím klimatem jako jsou předsíně, vstupní haly apod.

## Konstrukce plovoucí podlahy
Plovoucí podlaha sestává z několika vrstev. Vespod leží podkladní vrstva podlahy, na ní je zvukově izolační vrstva, tvořená různými druhy stavebních akustických izolací, dále vrstva roznášecí a vrstva nášlapná, tvořící vrchní část skladby.
Podlaha je uložena na nosné konstrukci stropu (železobetonová deska, dřevěný záklop, ...), nebo v případě spodního podlaží na základové desce.

### Vrstvy
- Nášlapná vrstva: Horní vrstva skladby podlahy, která je ve styku s okolím. Může být tvořena dřevěnými vlysy, parketami, apod. Pro plovoucí podlahy se nedoporučuje použití keramické dlažby z důvodu takřka nemožného akustického odizolování.
- Roznášecí vrstva: Roznáší tlaky přenášené z nášlapné vrstvy rovnoměrně do podkladu. Může být tvořena např. dřevotřískovými deskami (lehká plovoucí podlaha) nebo betonovým potěrem či mazaninou (těžká plovoucí podlaha)
- Zvukově-izolační vrstva: Má za úkol zabránit přenosu hluku do okolních konstrukcí a prostor za nimi. V praxi se používají různé druhy stavebních zvukově izolačních desek.
- Parotěsná vrstva: Zabraňuje případnému vnikání vlhkosti ze spodních konstrukcí do izolační vrstvy. V praxi se používá například PVC fólie.

### Hodnocení z hlediska požadavků na akustickou izolaci
Konstrukce hodnotíme podle 2 hledisek.
- Vzduchová neprůzvučnost: Schopnost konstrukce zabránit šíření zvuku vzduchem (hlasy, zvuky strojů, apod.).
- Kročejová neprůzvučnost: Schopnost konstrukce zabránit šíření zvuku kontaktem s konstrukcemi (kroky, údery do konstrukce, apod.).
- Podkladní vrstva: Jde o vrstvu vytvářející dokonale rovný podklad pod ostatní vrstvy podlahy (Např. betonový potěr, samonivelační stěrka, apod.)

Ideální podklad pro plovoucí podlahy je podkladový beton, dostatečně vyschlý na to, aby nedošlo k poškození podlahové krytiny. Dilatace od stěn by měla být minimálně 10 mm, a to kvůli tepelným a vlhkostním změnám.
Plovoucí podlaha se zásadně pokládá plovoucím způsobem, většinou pomocí zámkových spojů. Není pevně spojena s podkladní vrstvou -"plave".